# Risco moral
Risco moral (em inglês, moral hazard) se refere à possibilidade de um agente econômico mudar seu comportamento de acordo com os diferentes contextos nos quais ocorrem as transações econômicas.
O risco moral está diretamente relacionado à ideia de informação assimétrica - situação na qual uma parte na transação possui mais informações, ou informações mais seguras, que a outra. Um caso especial de risco moral é chamado problema agente-principal, onde uma parte (agente) é contratada para agir no interesse da outra parte (principal). É possível que o agente tenha incentivos, ou uma certa tendência, a agir inapropriadamente - conforme o ponto de vista do principal - se seus interesses não estiverem alinhados. O agente, no mais das vezes, detém mais informações sobre suas ações ou intenções, quando comparado ao principal, uma vez que este, via de regra, não pode monitorar perfeitamente aquele.
Bons exemplos de risco moral ocorrem na contratação de seguros e na admissão de novos funcionários em uma empresa. No primeiro caso, as seguradoras não têm como monitorar o comportamento daqueles que contrataram seus serviços. Da mesma forma, isso pode ocorrer com funcionários que estão sendo admitidos por uma empresa. Antes da contratação, o empregador não tem informações seguras sobre as qualidades do candidato, tais como desempenho ou assiduidade, por exemplo. Em ambos os casos, somente após a efetivação da transação econômica é que as empresas terão acesso a informações suficientes - e de qualidade suficiente - sobre as pessoas com quem fizeram negócio.
Uma forma de minimizar o risco moral se dá por intermédio das chamadas sinalizações.
Seguradoras podem exigir dos proprietários segurados o uso de GPS, alarmes, trancas especiais, e assim por diante; podem também cobrar prêmios maiores caso o proprietário resida em bairro que registre altas taxas de furto ou roubo de veículos, ou se este ainda não tiver completado de 30 anos de idade, pois pessoas nessa faixa etária são consideradas um grupo de risco, devido ao alto número de acidentes em que envolvem. Nesse sentido, empresas podem exigir dos candidatos a uma vaga de emprego que apresentem referências de antigos empregadores, assim como certa qualificação profissional ou até mesmo experiência na função. Todas essas sinalizações procuram minimizar a falta de informações das empresas e, conseqüentemente, a incidência de risco moral.